# Friendship People North-Caucasus Stage Race
Le Friendship People North-Caucasus Stage Race (en russe : Дружба Народов Северного Кавказа) est une course cycliste par étapes se déroulant au mois de septembre-octobre. Elle fait partie du calendrier national russe.

## Palmarès
| Année | Vainqueur          | Deuxième             | Troisième            |
| ----- | ------------------ | -------------------- | -------------------- |
| 1998  | Yuri Lipchanskyi   | Georgy Belodedov     | Andrei Tcherviakov   |
| 1999  |                    |                      |                      |
| 2000  | Faat Zakirov       | Denis Titschenko     | Andrei Sartassov     |
| 2001  | Andrey Pchelkin    | Alexei Garanin       | Mikhail Mikheev      |
| 2002  | Eduard Vorganov    | Eugeni Zhadkevich    | Mikhail Mikheev      |
| 2003  | Evgueni Sokolov    |                      |                      |
| 2004  | Evgueni Sokolov    | Roman Paramonov      | Alexei Garanin       |
| 2005  | Yury Trofimov      | Alexander Khatuntsev | Sergey Kolesnikov    |
| 2006  | Ivan Seledkov      | Viacheslav Vilkov    | Alexey Shmidt        |
| 2007  | Alexey Shchebelin  |                      |                      |
| 2008  | Sergey Firsanov    |                      |                      |
| 2009  | Sergey Firsanov    | Alexander Budaragin  | Anton Samokhvalov    |
| 2010  | Sergey Firsanov    | Dmytro Kosyakov      | Evgeny Bachyn        |
| 2011  | Sergey Firsanov    | Maksim Razumov       | Ilnur Zakarin        |
| 2012  | Aleksandr Rotyakov | Sergey Nikolaev      | Dmitry Samokhvalov   |
| 2013  | Sergey Belykh      | Anton Samokhvalov    | Dmitry Mokrov        |
| 2014  | Igor Frolov        | Ilya Gorodnichev     | Kirill Sinitsyn      |
| 2015  | Anton Samokhvalov  | Sergey Belykh        | Dmitry Samokhvalov   |
| 2016  | Nikolay Cherkasov  | Petr Rikunov         | Stepan Kourianov     |
| 2017  | Igor Frolov        | Sergey Belykh        | Roman Koustadintchev |
| 2018  | Anton Vorobyev     | Dmitriy Markov       | Sergey Belykh        |
| 2019  | Nikita Martynov    | Mikhail Chirukhin    | Timofei Sherstnov    |